# Barry Besanko
Barry Besanko (* 15. August 1956) ist ein ehemaliger australischer Sprinter und Australian-Football-Spieler.
Beim Leichtathletik-Weltcup wurde er 1977 in Düsseldorf Siebter mit der ozeanischen Mannschaft in der 4-mal-100-Meter-Staffel. 1979 in Montreal wurde er Achter über 200 m und erneut Siebter mit der ozeanischen 4-mal-100-Meter-Stafette.
Nach seiner Leichtathletik-Karriere spielte er 1980 für den Essendon Football Club in der Victorian Football League.

## Persönliche Bestleistungen
- 100 m: 10,3 s, 19. März 1978
- 200 m: 20,6 s, 27. Februar 1977, Brisbane